# Aldobrandini-Madonna (Rafaël)
De Aldobrandini-Madonna of Garvagh-Madonna is een schilderij van de Italiaanse renaissanceschilder Rafaël uit circa 1510. Het is een paneel van bijna veertig centimeter hoog en behoort sinds 1865 tot de collectie van de National Gallery in Londen. Rafaël maakte het in de periode waarin hij ook de fresco's in de Stanza della Segnatura schilderde.

## Beschrijving

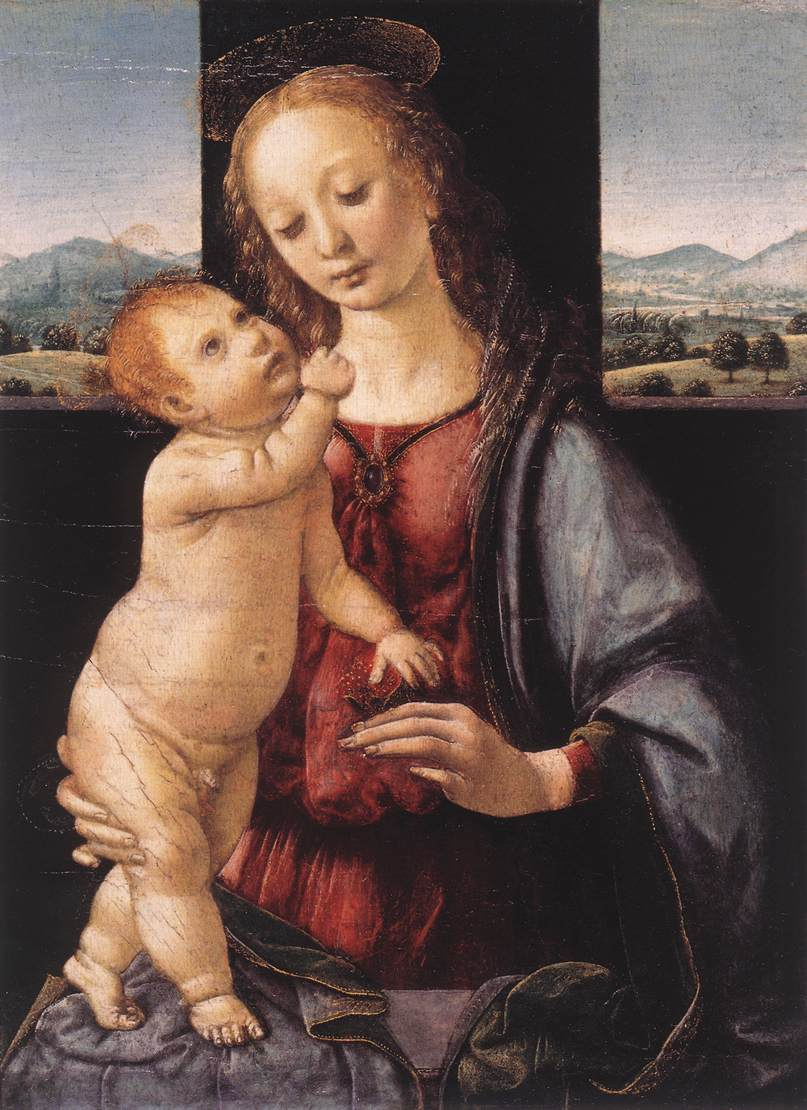
Lorenzo di Credi, Madonna met de granaatappel (Madonna Dreyfus), ca. 1475-1480, National Gallery of Art, Washington

Maria zit half geknield op een bankje met Jezus op haar schoot in een interieur dat uitkijkt op een Romeins landschap. Haar helder verlichte gezicht contrasteert met de donkere middenpilaar. Ze kijken naar de jonge Johannes de Doper die een anjer aan Jezus geeft, het traditionele symbool van zowel de goddelijke liefde als de kruisiging van Christus. De hand van Jezus, die de anjer aanpakt en daarmee zijn lot accepteert, bevindt zich exact in het midden van het zorgvuldig geometrisch opgebouwde schilderij.
Rafaël borduurde voort op voorbeelden van Leonardo da Vinci en diens omgeving, zoals de anjer van de Madonna Benois, het doorkijkje op de achtergrond van de Madonna met de granaatappel van Lorenzo di Credi en de interactie tussen de figuren in het algemeen. Hij experimenteerde met elementen die hij in de jaren erna perfectioneerde, zoals de houding van Jezus in de Madonna van Alva en het landschap geschilderd in Venetiaanse stijl van de Madonna van Foligno.
Het museum in Lille bezit enkele voorbereidende tekeningen uit het zogenoemde 'roze schetsboek', waarop te zien is dat Rafaël verschillende houdingen heeft uitgeprobeerd.

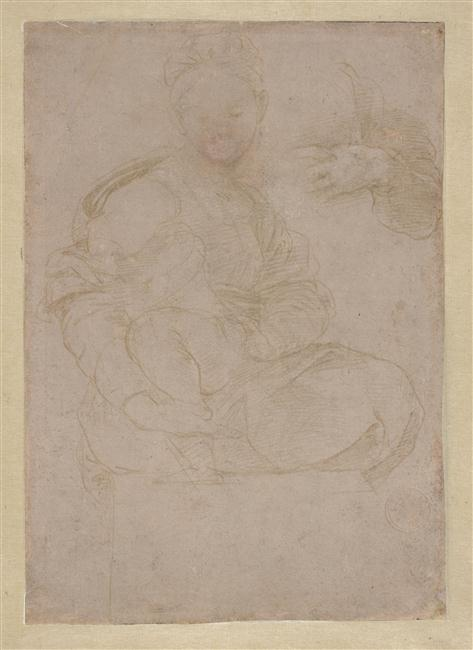
Studie van een Madonna met Kind, Palais des Beaux-Arts de Lille
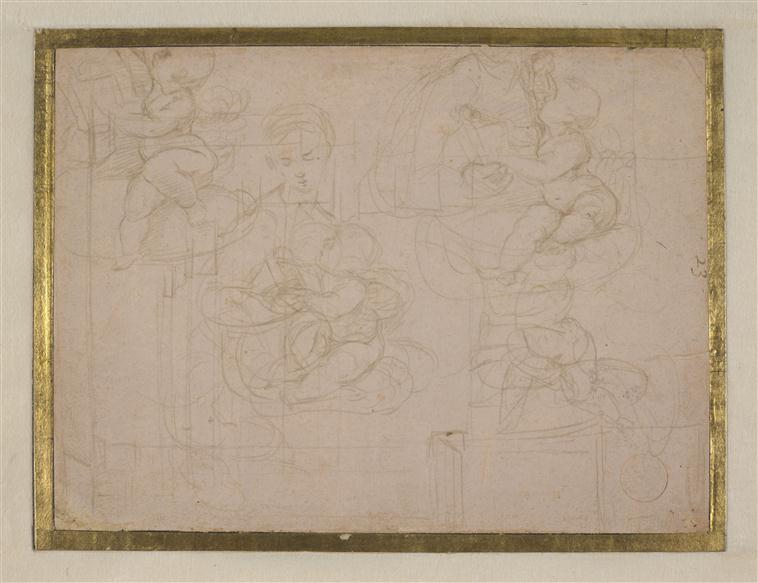
Studie voor een Madonna met Kind, Palais des Beaux-Arts de Lille
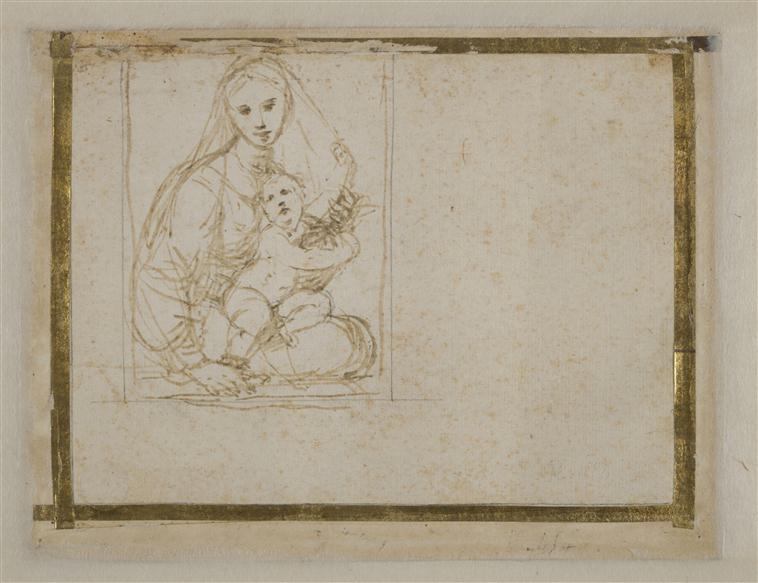
Zittende Madonna met Jezus op haar knieën, Palais des Beaux-Arts de Lille

## Herkomst
De opdrachtgever is onbekend. Waarschijnlijk werd het ter privédevotie gemaakt voor iemand aan het pauselijke hof. Tot ver in de 18e eeuw was het schilderij in het bezit van de Aldobrandini-familie, waarna het terechtkwam in de Borghese-collectie. Later werd het aangekocht door Alexander Day, die het in 1818 doorverkocht aan Lord Garvagh (1778-1840). In 1865 werd het van zijn erfgenamen gekocht door de National Gallery in Londen. In 1971 werd het schoongemaakt, waarmee de soms betwijfelde toeschrijving aan Rafaël definitief werd bevestigd.